# Maria de Lurdes Rodrigues
Maria de Lurdes Reis Rodrigues GCIH (Lisboa, 19 de março de 1956) é uma professora universitária e política portuguesa.

## Biografia
É Reitora do ISCTE-IUL, sendo Professora Associada do Instituto, no qual lecciona desde 1986, e onde concluiu a sua licenciatura em Sociologia (1984) e o seu doutoramento em Sociologia (1996) e prestou provas de agregação (2003).
Foi presidente do Observatório das Ciências e das Tecnologias do Ministério da Ciência e da Tecnologia (1997-2002), representante nacional no Grupo Indicadores para a Sociedade da Informação da OCDE (1999-2002), representante nacional no Working Party of R&D and Innovation Survey no Eurostat (1996-2002) e Ministra da Educação do XVIII Governo Constitucional (2005-2009). Exerceu ainda actividades de consultoria e gestão de recursos humanos e formação profissional em diversas instituições.
É autora de dezenas de artigos publicados em revistas científicas e obras colectivas e dos seguintes títulos monográficos: Sociologia das Profissões (1997), Os Engenheiros em Portugal (1999) e A Escola Pública pode fazer a Diferença (2010), Profissões: Lições e Ensaios (2012).
Relativamente ao período 2014-16, recebeu a classificação de "inadequado" como docente do Instituto Superior de Ciências do Trabalho e da Empresa, sendo em 289 docentes avaliados, uma das seis notas negativas atribuídas pelo conselho responsável pela avaliação de desempenho. Maria de Lurdes Rodrigues defendeu que a avaliação não pode pode transformar-se num processo burocrático e administrativo e que o papel do Conselho Científico não deve resumir-se apenas à "validação de resultados", saídos da inserção de dados numa plataforma. As críticas que foram internamente apresentadas por Maria de Lurdes Rodrigues ao processo de avaliação do ISCTE tornam inevitável a referência ao período em que foi ministra da Educação e ao duro braço de ferro que protagonizou então com os professores. Em causa esteva também a implementação de um modelo de avaliação dos docentes que também era extremamente "burocrático", em virtude das fichas e instrumentos de avaliação que todos tinham de preencher.
Como Ministra da Educação autorizou a contratação de João Pedroso, por ajuste direto, para exercer tarefas de consultoria jurídica. Por essa contratação foi condenada em tribunal de primeira instância a três anos e seis meses de prisão com pena suspensa, por prevaricação de titular de cargo político, e a indemnizar o estado em 30 mil euros. Em novembro de 2015 foi ilibada do crime pelo Tribunal da Relação de Lisboa, que considerou que nenhum dos elementos da tipologia do crime se tinha provado.
A 12 de Fevereiro de 2016 foi agraciada com a Grã-Cruz da Ordem do Infante D. Henrique.
A 9 de Fevereiro de 2018 foi eleita reitora do ISCTE - Instituto Universitário de Lisboa, com 22 dos 33 votos do Conselho Geral (CG) da instituição para um mandato de quatro anos, tornando-se a primeira mulher a liderar a instituição. Em fevereiro de 2022, foi reeleita reitora do ISCTE para o mandato 2022-2026.

## Ministra da Educação
Entre 2005 e 2009, foi Ministra da Educação do XVII Governo Constitucional, tendo lançado e realizado diversas reformas. Particularmente controversas foram as reformas da carreira docente e da avaliação de desempenho dos docentes, as quais foram alvo de contestação interna por professores e sindicatos, pelos partidos da oposição e por sectores do Partido Socialista.
Vários estudos posteriores aos anos em que atuou como ministra, verificaram que a degradação do estatuto dos professores afetou negativamente a qualidade das aprendizagens.  Ao ser confrontada com a situação, declarou: “Não sei como chegámos aqui assim, não sei e não quero saber”.
Algumas medidas tomadas como ministra da Educação:

### Reforma do primeiro ciclo do ensino básico
No primeiro ciclo do ensino básico, foi introduzido o ensino do inglês e generalizada a escola a tempo inteiro com actividades de enriquecimento curricular, como a música e a actividade física. A Organização para a Cooperação e Desenvolvimento Económico (OCDE) considerou que o programa da escola a tempo inteiro foi lançado a pensar nos “benefícios para as famílias e não como uma estratégia para incrementar a aprendizagem e desenvolvimento dos alunos.
Foram elaboradas cartas educativas, encerradas as escolas com menos de dez alunos e apoiada a construção de mais de 400 novos centros escolares.

### Novo estatuto do aluno
Foi aprovado um novo estatuto do aluno. O estatuto foi alvo de críticas por parte de sindicatos e de partidos da oposição. Após o seu mandato, o XVIII Governo Constitucional mudou o estatuto do aluno.

### Reforma da educação e formação de adultos
Em articulação com o Ministro do Trabalho e da Solidariedade Social, foi lançada em 2006 a iniciativa Novas Oportunidades, na qual se inscreveram, até Novembro de 2009, mais de um milhão de adultos. No mesmo período, concluíram o seu processo de certificação escolar cerca de 300.000 adultos.
O cepticismo de partidos da oposição e de muitas personalidades que acusaram o programa de promover o facilitismo na obtenção de diplomas sem efectivos ganhos em conhecimentos e em competências. Medina Carreira, classificaria o programa como uma "trafulhice" e uma "aldrabice.
Um estudo encomendado pelo Governo indicou que o Programa Novas Oportunidades, pouco ou nada melhorou condições de emprego e salários. ”.

### Reformas curriculares
No ensino secundário, foi reintroduzido de modo generalizado o ensino profissional nas escolas públicas. Entre 2005 e 2009, o número de alunos a frequentar cursos profissionais passou de cerca de 30.000 para mais de 126.000.

### Modernização das escolas

#### Parque escolar
Em 2007, foi criada a empresa Parque Escolar e lançado o Programa de Requalificação das Escolas Secundárias, que abrangeu mais de 300 das cerca de 500 escolas com ensino secundário existentes. Uma auditoria da Inspeção-Geral de Finanças concluiu que o custo médio estimado de cada obra derrapou mais de 547%, de 2,82 para 15,45 milhões; outra auditoria, esta do Tribunal de Contas, detectou um valor superior a 500 milhões de despesas ilegalmente autorizadas.
Em 2022 há 11 arguidos no processo da Parque Escolar, dez pessoas singulares e uma coletiva (uma empresa de construção). Este processo envolve suspeitas de corrupção através de um esquema de viciação na contração de empresas para as obras de requalificação das escolas públicas. O inquérito foi aberto em 2016 pelo Departamento Central de Investigação e Ação Penal (DCIAP). Entre os arguidos estão ainda os atuais ou antigos altos quadros da Parque Escolar. Os responsáveis da empresa pública terão, alegadamente, recebido dos empreiteiros dinheiro, carros e imóveis como contrapartidas pela aprovação de projetos.

#### Plano Tecnológico da Educação
Também em 2007, foi lançado o Plano Tecnológico da Educação visando a modernização das escolas básicas e secundárias, nomeadamente dotando-as de recursos informáticos. Em resultado do Plano, o número de alunos por computador passou de 18, em 2005, para cinco, em 2009. Foi neste quadro que se concretizou o programa e-escolinha e de distribuição do Portátil Magalhães.

#### Modelo de gestão das escolas
Foi alterado o modelo de gestão das escolas criando o cargo de director de escola.

### Contratação de João Pedroso
Em Junho de 2011, o Ministério Público acusou a antiga ministra da prática do crime de prevaricação de titular de cargo político, em co-autoria, no quadro de autorização de procedimento de adjudicação por ajuste directo de serviços jurídicos a João Pedroso, no valor de 266 mil euros. O contrato, que visava a construção de um corpo unificado de regras jurídicas e de normativos harmonizados e sistematizados de direito da educação, foi rescindido pelo Ministério da Educação em 2009, com exigência de devolução de verbas pagas, por incumprimento. Em Janeiro de 2012, foi proferido despacho de pronúncia, confirmando a realização do julgamento. Maria de Lurdes Rodrigues considerou a acusação "injusta e infundada".
A 15 de setembro de 2014, a ex-ministra da educação foi condenada a três anos e seis meses de prisão, com pena suspensa, por prevaricação de titular de cargo político.
Em dezembro de 2015, o Tribunal da Relação de Lisboa absolveu Maria de Lourdes Rodrigues. A Relação considerou que não houve dolo nem intenção de beneficiar o advogado João Pedroso.

### Avaliação de professores
Lançou um novo modelo de avaliação dos professores em 2006, no qual os resultados obtidos pelos estudantes foi considerado um dos fatores importantes dos resultados da avaliação.
O modelo de avaliação introduzido pela ex-governante foi simplificado pelos governos seguintes tendo sido expurgados da influência dos resultados dos aluno.

## Pós-Ministério da Educação

### Carreira Profissional
Findo o trabalho à frente do Ministério da Educação, regressou às actividades académicas no ISCTE, onde coordena o programa de mestrado em Políticas Públicas, tendo também constituído a equipa de docentes do curso de Doutoramento em Políticas Públicas e do curso de Mestrado em Administração Escolar.
No período 2014-15, Maria de Lurdes Rodrigues foi avaliada com ‘Inadequado’ como professora do ISCTE - Instituto Universitário de Lisboa. A ex-governante teve negativa porque não inseriu toda a produção científica desenvolvida, alegando problemas de saúde. Lurdes Rodrigues apelou e pediu uma avaliação qualitativa, que foi recusada por ter sido entregue fora do prazo. Fez uma exposição à Comissão Permanente do Conselho Científico, que validou o chumbo.
Em Junho de 2022 Maria de Lurdes Rodrigues vai ser ouvida no Parlamento, para explicar o financiamento do novo centro de investigação do ISCTE, no âmbito de uma investigação sobre as ligações entre a Universidade e o Partido Socialista.
No início de 2010, foi nomeada por José Sócrates presidente da Fundação Luso-Americana para o Desenvolvimento, cargo que exerceu de Maio de 2010 a Dezembro de 2013. Em Outubro de 2011, a FLAD lançou o programa 'Study in Portugal', com vista à promoção das universidades portuguesas nos EUA e à captação de alunos norte-americanos para o sistema universitário português, em parceria com o Turismo de Portugal, o Conselho de Reitores das Universidades Portuguesas, a AICEP e a Comissão Fulbright.
Participou na criação do Instituto das Políticas Públicas e Sociais (IPPS).
Organizadora, desde 2012, do Fórum das Políticas Públicas.
É presença regular nos meios de comunicação (Público, Expresso, Diário de Notícias e TSF).